# Liste des présidents de Guinée
Pour un article plus général, voir Président de la république de Guinée.
Cet article dresse la liste des présidents de Guinée. 
La république de Guinée a connu cinq présidents de plein exercice depuis son indépendance en 1958, ainsi que deux présidents par intérim.

## Liste des présidents
| Portrait | Titulaire (Naissance-mort)         | Élection    | Mandat           | Mandat                              | Mandat                     | Parti politique | Parti politique              |
| Portrait | Titulaire (Naissance-mort)         | Élection    | Début            | Fin                                 | Durée                      | Parti politique | Parti politique              |
| --- | ---------------------------------- | ----------- | ---------------- | ----------------------------------- | -------------------------- | --------------- | ---------------------------- |
| Ahmed Sékou Touré | Ahmed Sékou Touré (1922-1984)      | 1961        | 2 octobre 1958   | 26 mars 1984 (mort en fonction)     | 25 ans, 5 mois et 24 jours |                 | PDG                          |
| Ahmed Sékou Touré | Ahmed Sékou Touré (1922-1984)      | 1968        | 2 octobre 1958   | 26 mars 1984 (mort en fonction)     | 25 ans, 5 mois et 24 jours |                 | PDG                          |
| Ahmed Sékou Touré | Ahmed Sékou Touré (1922-1984)      | 1974        | 2 octobre 1958   | 26 mars 1984 (mort en fonction)     | 25 ans, 5 mois et 24 jours |                 | PDG                          |
| Ahmed Sékou Touré | Ahmed Sékou Touré (1922-1984)      | 1982        | 2 octobre 1958   | 26 mars 1984 (mort en fonction)     | 25 ans, 5 mois et 24 jours |                 | PDG                          |
| Louis Lansana Béavogui                                                                                                  | Louis Lansana Béavogui (1923-1984) | intérim     | 26 mars 1984     | 3 avril 1984 (Coup d'État)          | 8 jours                    |                 | PDG                          |
| Lansana Conté | Lansana Conté (1934-2008)          | Coup d'État | 3 avril 1984     | 20 décembre 2008 (mort en fonction) | 24 ans, 8 mois et 17 jours |                 | Militaire (CMRN) (1984-1992) |
| Lansana Conté | Lansana Conté (1934-2008)          | 1993        | 3 avril 1984     | 20 décembre 2008 (mort en fonction) | 24 ans, 8 mois et 17 jours |                 | Militaire (CMRN) (1984-1992) |
| Lansana Conté | Lansana Conté (1934-2008)          | 1998        | 3 avril 1984     | 20 décembre 2008 (mort en fonction) | 24 ans, 8 mois et 17 jours |                 | PUP                          |
| Lansana Conté | Lansana Conté (1934-2008)          | 2003        | 3 avril 1984     | 20 décembre 2008 (mort en fonction) | 24 ans, 8 mois et 17 jours |                 | PUP                          |
| Coup d'État du 23 décembre 2008 avec la prise du pouvoir par le Conseil national pour la démocratie et le développement |                                    |             |                  |                                     |                            |                 |                              |
| Moussa Dadis Camara | Moussa Dadis Camara (né en 1964)   | Coup d'État | 24 décembre 2008 | 15 janvier 2010                     | 1 an et 22 jours           |                 | Militaire (CNDD)             |
| Sékouba Konaté | Sékouba Konaté (né en 1964)        | intérim     | 15 janvier 2010  | 21 décembre 2010                    | 11 mois et 6 jours         |                 | Militaire (CNDD)             |
| Alpha Condé | Alpha Condé (né en 1938)           | 2010        | 21 décembre 2010 | 15 décembre 2015                    | 10 ans, 8 mois et 15 jours |                 | RPG                          |
| Alpha Condé | Alpha Condé (né en 1938)           | 2015        | 15 décembre 2015 | 15 décembre 2020                    | 10 ans, 8 mois et 15 jours |                 | RPG                          |
| Alpha Condé | Alpha Condé (né en 1938)           | 2020        | 15 décembre 2020 | 5 septembre 2021 (Coup d'État)      | 10 ans, 8 mois et 15 jours |                 | RPG                          |
| Mamadi Doumbouya | Mamadi Doumbouya (né en 1984)      | Coup d'État | 5 septembre 2021 | en cours                            | 3 ans, 8 mois et 7 jours   |                 | Militaire (CNRD)             |